# Алешандре Паес Лопес
Алешандре Паес Лопес (порт. Alexandre Lopes, нар. 29 жовтня 1974, Ріо-де-Жанейро) — колишній бразильський футболіст, що грав на позиції захисника.
Виступав, зокрема, за клуби «Корінтіанс» та «Флуміненсе», а також національну збірну Бразилії.

## Клубна кар'єра
У дорослому футболі дебютував 1994 року виступами за команду «Крісіума», в якій провів два сезони, взявши участь у 30 матчах чемпіонату і у 1995 році виграв з командою чемпіонат штату Санта-Катаріна.
Своєю грою за цю команду привернув увагу представників тренерського штабу клубу «Корінтіанс», до складу якого приєднався 1996 року і у 1997 році виграв чемпіонат штату Сан-Паулу.
Протягом 1997—1998 років захищав кольори клубу «Спорт Ресіфі» і 1998 року став чемпіоном штату Пернамбуку.
1999 року уклав контракт з клубом «Флуміненсе», у складі якого провів наступні два роки своєї кар'єри гравця.
На початку 2001 року перейшов у московський «Спартак». Проте у Росію бразилець приїхав з незалікованою травмою, яка не дозволила йому проявити себе в повній мірі, тому грав здебільшого за дубль. У основній команді провів всього одну гру: в 1/4 фіналу Кубку Росії проти саратовського «Сокола» (1:3).
Після «Спартака» півроку виступав за бразильський «Гояс», два сезони — за японський «Токіо Верді», після чого повернувся до Бразилії і став чемпіоном штату Ріу-Гранді-ду-Сул в складі «Інтернасьйонала» з Порту-Алегрі.
У 2005 році перебрався в клуб «Португеза Деспортос», де провів наступний сезон у Серії Б.
Завершив професійну ігрову кар'єру у клубі «Крісіума», у складі якого і розпочинав ігрову кар'єру, де провів сезон 2006 року у Серії С.

## Виступи за збірну
20 грудня 1995 року дебютував в офіційних матчах у складі національної збірної Бразилії в товариській грі проти збірної Колумбії (3:1).
На початку наступного року Алешандре був включений у заявку збірної на Золотий кубок КОНКАКАФ 1996 року у США. Бразилія була гостем на турнірі, тому відправила на турнір гравців віком до 23 років. Алешандре вийшов на поле в одному матчі у півфіналі проти господарів збірної США (1:0) і в підсумку разом з командою здобув «срібло» турніру.
22 травня 1996 року зіграв свій останній матч за збірну в товариській грі проти хорватів (1:1). Протягом кар'єри у національній команді, яка тривала усього 2 роки, провів у формі головної команди країни 3 матчі.

## Досягнення
- Чемпіон штату Санта-Катаріна: 1995
- Чемпіон штату Сан-Паулу: 1997
- Чемпіон штату Пернамбуку: 1998
- Чемпіон штату Ріу-Гранді-ду-Сул: 2004
- Фіналіст Кубка КОНКАКАФ: 1996
- Срібний призер Золотого кубка КОНКАКАФ: 1996